# Майдаково
Майдаково (рос. Майдаково) — село в Палехському районі Івановської області Російської Федерації.
Населення становить 1515 осіб. Входить до складу муніципального утворення Майдаковське сільське поселення.

## Історія
Від 2005 року входить до складу муніципального утворення Майдаковське сільське поселення.

## Населення
| 1872 | 1897 | 1907 | 2002  | 2010  |
| ---- | ---- | ---- | ----- | ----- |
| 573  | ↗683 | ↗692 | ↗1669 | ↘1515 |